# Telchinia acerata
Telchinia acerata is een vlinder uit de familie Nymphalidae. De wetenschappelijke naam is gepubliceerd in 1874 door William Chapman Hewitson.

## Verspreiding
De soort komt voor in een groot deel van tropisch Afrika waaronder Guinee-Bissau, Guinee, Sierra Leone, Liberia, Ivoorkust, Ghana, Togo, Benin, Nigeria, Niger, Kameroen, Equatoriaal Guinee, Gabon, Congo Brazzaville, Congo Kinshasa, Centraal Afrikaanse Republiek, Soedan, Rwanda, Oeganda, Kenia, Tanzania, Angola, Malawi, Zambia, Mozambique, Zimbabwe, Botswana en Namibië.

## Waardplanten
De rups leeft op:
- Asteraceae
  - Vernonia
- Convolvulaceae
  - Ipomoea asarifolia
  - Ipomoea batatas
  - Ipomoea cairica
  - Ipomoea garckeana
  - Ipomoea obscura
  - Ipomoea tenuirostris
  - Lepistemon owariense
  - Merremia hederacea
- Passifloraceae
  - Passiflora
- Solanaceae
  - Solanum